# Alte Mainbrücke
Die Alte Mainbrücke ist die älteste Brücke über den Main in Würzburg und ein Wahrzeichen der Stadt. Das im 15. Jahrhundert begonnene Bauwerk war bis 1886 Würzburgs einziger Flussübergang. Die Brücke, Teil der Ost-West-Passage, verbindet bei Mainkilometer 252,32 die Altstadt am rechten Mainufer mit der gegenüberliegenden Festung Marienberg. Sie wird vom Fußgänger- und Radverkehr genutzt. Mit ihren stadtbildprägenden Steinfiguren setzte die Alte Mainbrücke im 18. Jahrhundert wie die Prager Karlsbrücke eine in Rom mit der Engelsbrücke begonnene Tradition fort.

## Geschichte
Die erste, romanische Steinbrücke an dieser Stelle wurde schon um 1120 unter dem Dom- und Stadtbaumeister Enzelin errichtet, zuvor gab es dort eine Fähre. Bei Gründung der Fundamente wurden der Vita nach die dorthin von den drei Missionaren St. Kilian, Kolonat und Totnan gestürzten Statuen des heidnischen Freya-Heiligtums (heute innerhalb der Festung) wiedergefunden. Die damalige Brücke wurde bei den Hochwassern 1342 und 1442 teilweise zerstört, aber auch im Laufe der Jahre durch die sogenannten Holländerstämme, Holzstämme, die schwimmend im Fluss transportiert wurden, in Mitleidenschaft gezogen. Daher wurde das Bauwerk nach fast 350 Jahren Standzeit durch einen Neubau, die heutige Brücke, ersetzt. 

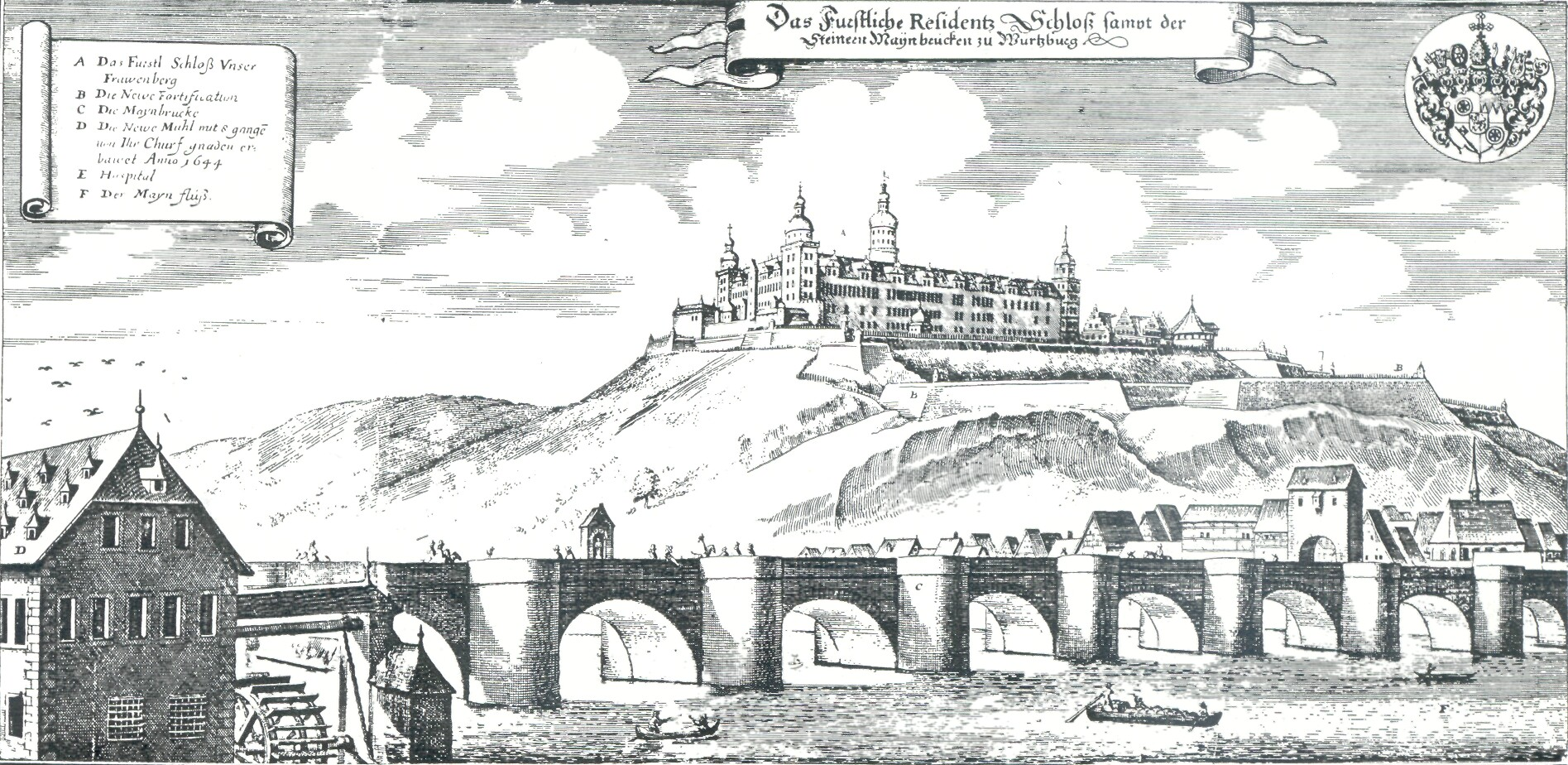
Alte Mainbrücke und Festung Marienberg 1648

An der neuen „alten“ Mainbrücke wurde ab 1476 gebaut. Im Jahr 1488 waren die Steinpfeiler aus Kalkstein des Muschelkalks fertiggestellt. Die bogenförmigen Brückenüberbauten zwischen den Pfeilern waren anfangs Holzkonstruktionen, auch aus Verteidigungsgründen. Ab 1512 wurden die Öffnungen mit Steingewölben überbrückt, was sich aus Geldmangel bis 1703 hinzog.
Bis ins 18. Jahrhundert war die Brücke militärisch befestigt und fast vollständig mit Buden bebaut. Bis 1869 existierte ein Brückentor am westlichen Ende der Brücke, das Johann Philipp von Greiffenclau zu Vollraths nach dem Entwurf eines unbekannten Architekten errichten ließ und für das Balthasar Esterbauer 1701/1702 vier inzwischen verschollene Statuen (zwei römische Krieger an der Ostfassade und zwei Amazonen an der Westfront) und zwei fürstbischöfliche Wappen anfertigte. Nach dem Tod des Fürstbischofs Christoph Franz von Hutten, der im Jahr 1725 dem Künstler Anton Clemens Lünenschloß Entwürfe für ein Figurenprogramm in Auftrag gegeben hatte, wurden Ende der 1720er Jahre auf der Südseite der Brücke sechs Heiligen-Statuen aufgestellt, vergleichbar mit den Figuren auf der Prager Karlsbrücke. Fürstbischof Friedrich Carl von Schönborn ließ um 1730 auf der Nordseite der Brücke weitere sechs barocke, zirka 4,5 Meter hohe Sandsteinfiguren aufstellen. Die Figuren befinden sich in Pfeilerkanzeln und sind mit dem Gesicht nach innen zur Fahrbahn gewandt.
Am 2. April 1945 gegen 16:45 Uhr wurden der vierte und der fünfte Bogen der Brücke von deutschen Truppen gesprengt. Amerikanische Pioniere errichteten in der Folge wie an der „Löwenbrücke“ mit Stahlträgern eine Behelfsbrücke über den zerstörten Abschnitt. Von April bis Juli 1950 erfolgte der Wiederaufbau der Brücke. Das erste Schiff, welches im Juli 1954 die neuerbaute Schleuse an der Alten Mainbrücke befuhr, war die Mainz als Schiff der Bundesregierung. Eine größere Instandsetzungsmaßnahme fand in den Jahren 1976 und 1977 statt. Seit Juni 1990 ist das Bauwerk für Kraftfahrzeuge gesperrt.
Im Sommer 2010 diente die Alte Mainbrücke als Drehort für den Abenteuerfilm Die drei Musketiere, nachdem sie auch bereits in der Filmkomödie Lammbock – Alles in Handarbeit aus dem Jahr 2001 zu sehen war. Im Nachfolger Lommbock von 2017 gehört die Brücke wieder zu den Drehorten in Würzburg.

## Konstruktion

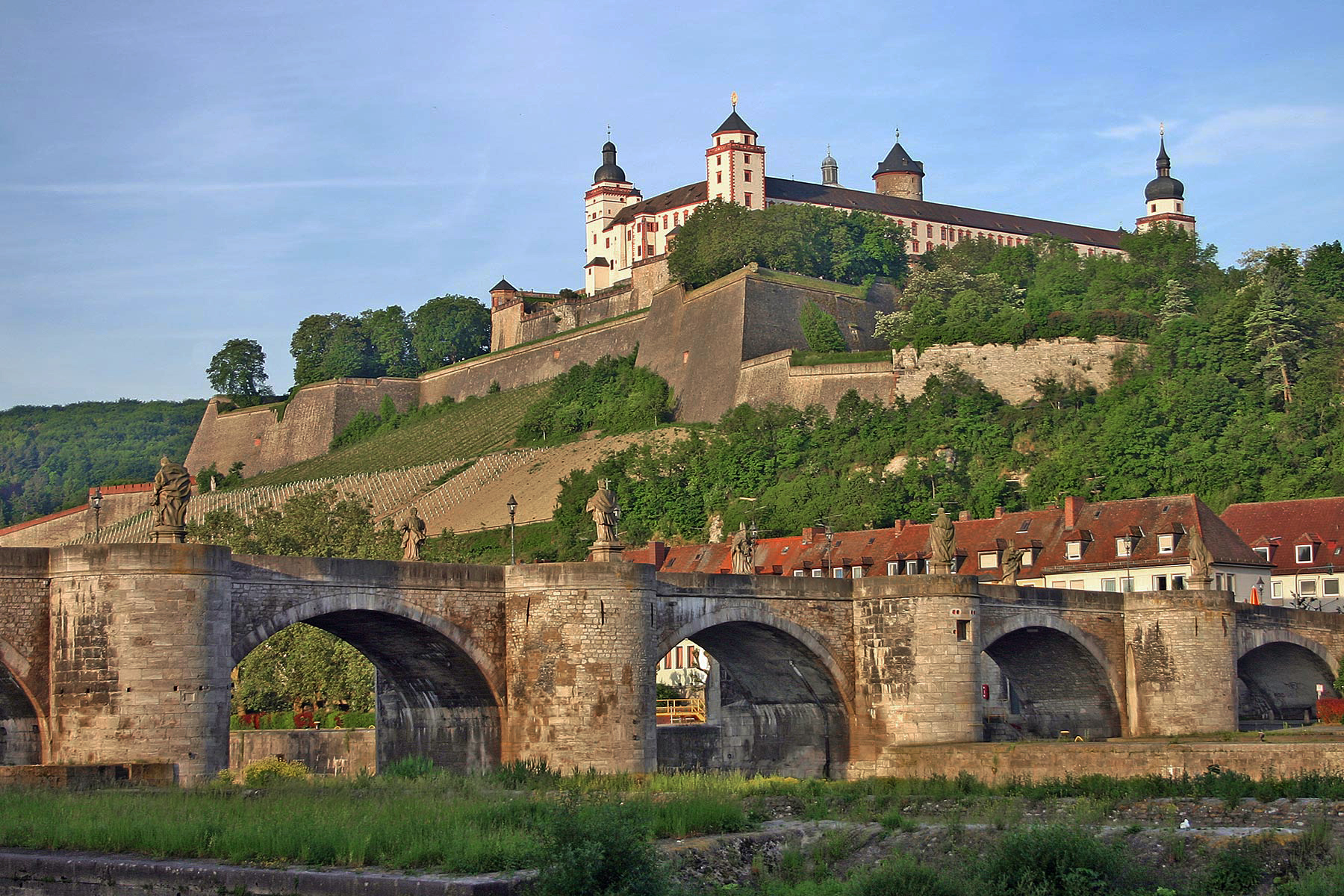
Alte Mainbrücke mit Festung Marienberg

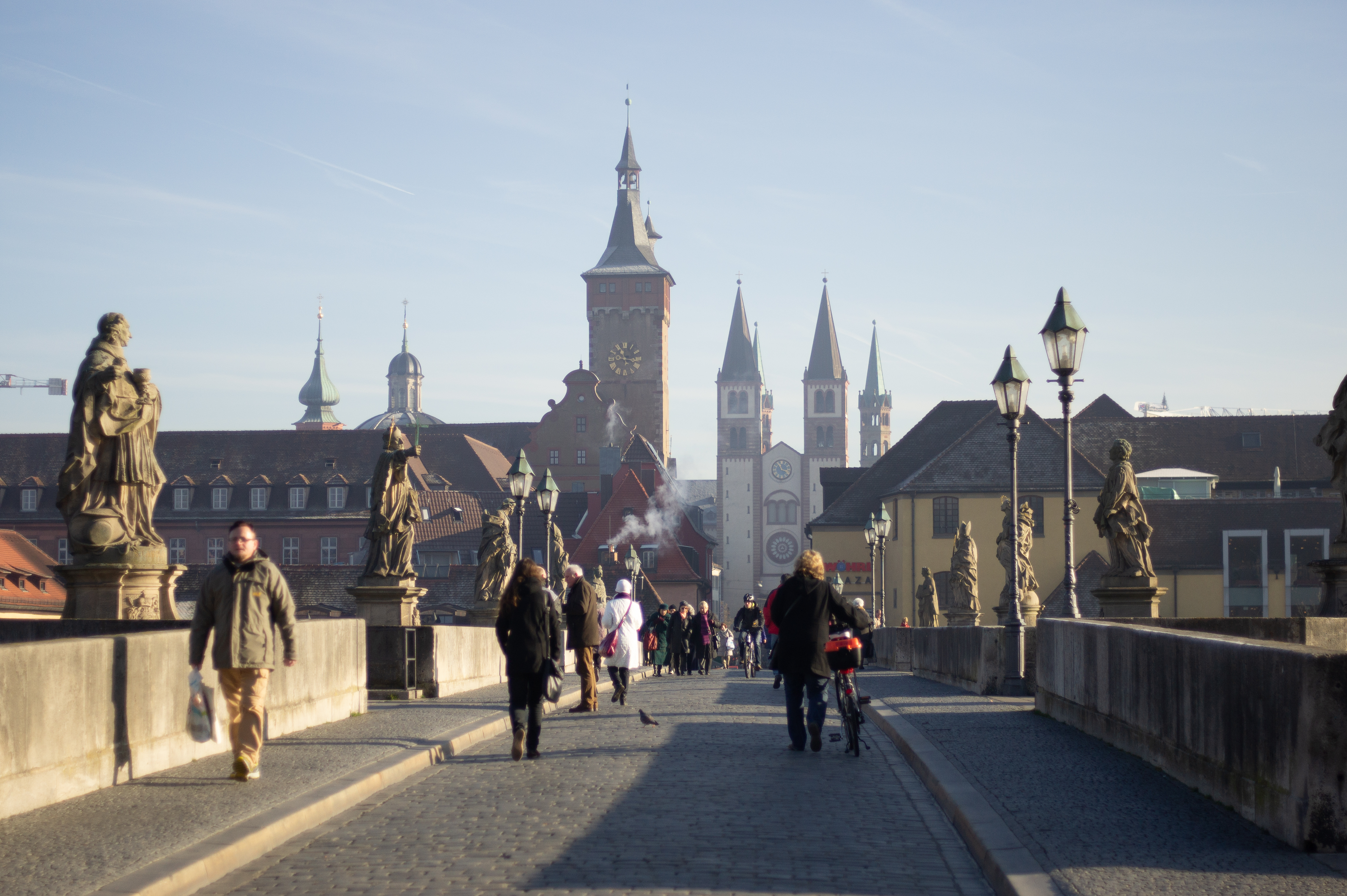
Blick über die Alte Mainbrücke auf die Altstadt

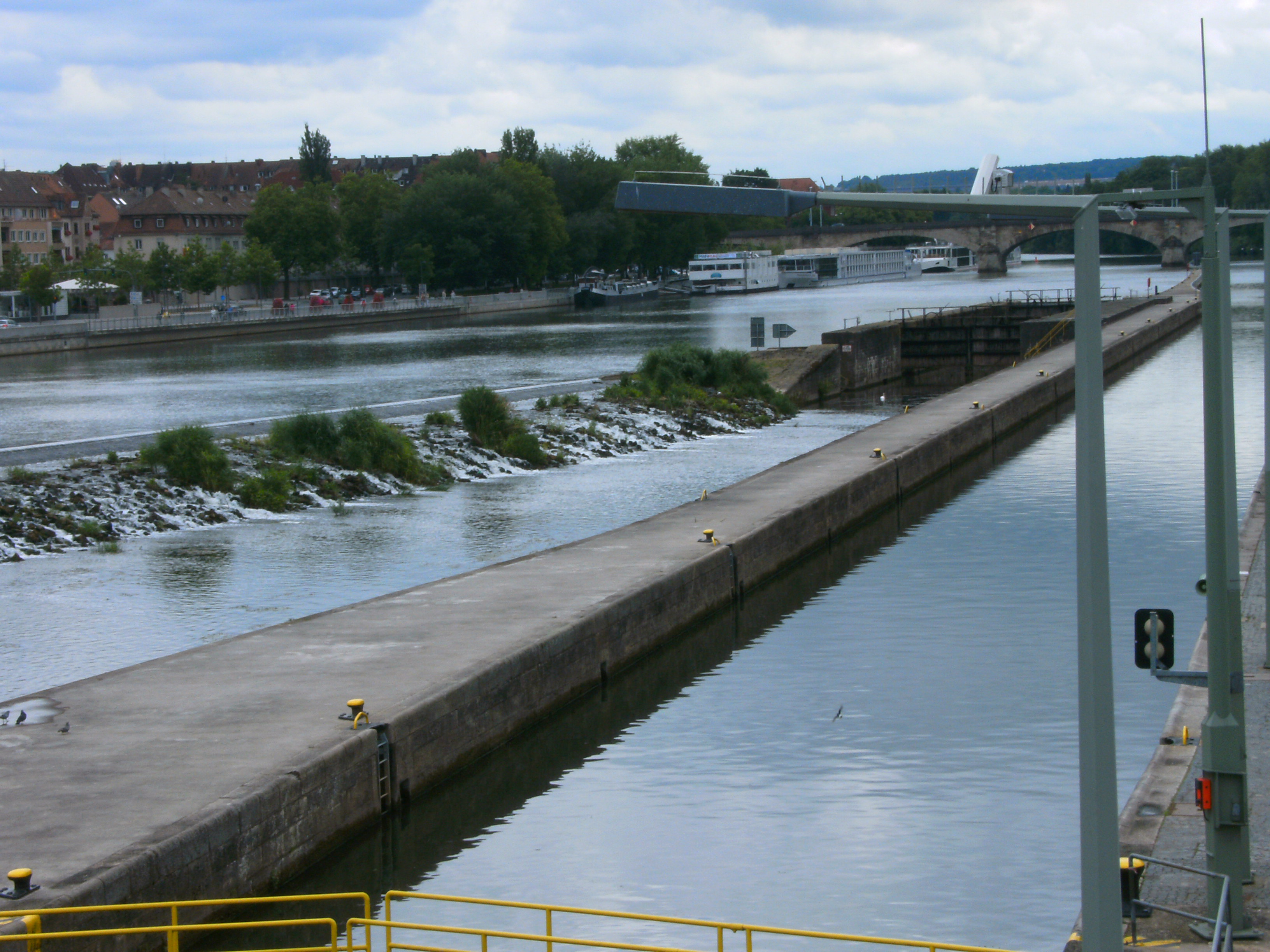
Würzburg, Alte Mainbrücke, Schleusenkammer.

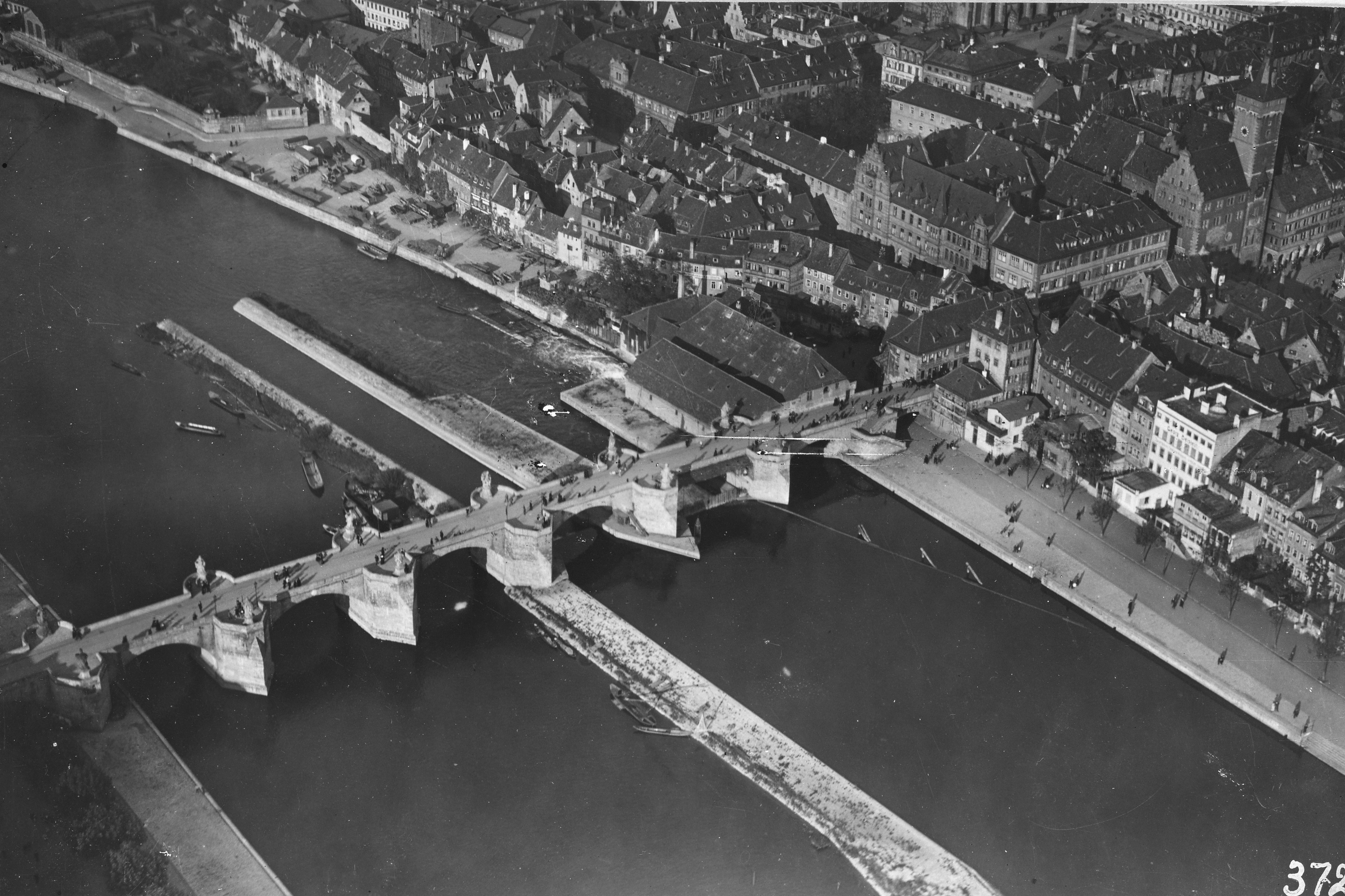
Luftbild

Die Bogenbrücke aus Naturstein hat bei acht Öffnungen eine Gesamtlänge von 185 Metern. Die lichten Weiten der Segmentkreisbögen betragen zwischen 17,53 Meter beim ersten Bogen am rechten Ufer und 12,2 Meter beim letzten Bogen. Der Bogen mit der Öffnung für den Schleusenschacht hat eine Breite von 16,56 Metern bei einer geringsten Durchfahrtshöhe von 5,3 Metern beim höchsten schiffbaren Wasserstand. Die Pfeilerbreiten schwanken zwischen 7,08 Meter und 7,92 Meter. Die insgesamt 7,45 Meter breite Fußgänger- und Radfahrbrücke hat eine 3,85 Meter breite Fahrbahn, zwischen den Brüstungen ist sie 6,85 Meter breit. Zum Bau der Brücke wurden Steine aus Muschelkalk von einem Bruch am Bromberg, etwa 8,5 Kilometer flussaufwärts am linken Mainufer nahe Eibelstadt, verwendet. Das Pfeilermauerwerk besteht unten aus Quadermauerwerk in wechselnden Schichten. Das restliche Mauerwerk hat regelmäßige Schichthöhen. Drei Bogen besitzen mit Naturstein verkleidete Stahlbetongewölbe, die im Scheitel 0,7 Meter dick sind, die übrigen gemauerten Gewölbe haben Dicken zwischen 0,55 und 1,0 Metern.

## Brückenstatuen
Zwölf Statuen von Heiligen (den Vater des heiliggesprochen Karl und Begründer der karolingischen Dynastie Pippin eingeschlossen) wurden ab 1728/29 auf der Brücke errichtet. Bildhauer waren die Brüder Johann Sebastian Becker und Volkmar Becker sowie seit 1730 der aus Paris stammende Hofbildhauer Claude Curé (Vgl. Liste der Baudenkmäler in Würzburg-Altstadt). Die durch Verwitterung zerstörten Figuren wurden inzwischen durch Kopien ersetzt. Die Auflistung in der folgenden Tabelle folgt der Reihenfolge der Statuen bei der Überquerung des Mains von der Innenstadt zum Mainviertel.
| ↑ Richtung Innenstadt (Osten) | ↑ Richtung Innenstadt (Osten)                                           |
| Nordseite (mainabwärts) | Südseite (mainaufwärts)                                                 |
| --- | ----------------------------------------------------------------------- |
| Frankenkönig Pippin der Jüngere, Vater Karls des Großen | Der Heilige Totnan, einer der Frankenapostel                            |
| Der heilige Bischof Friedrich I. von Utrecht, einer der Namenspatrone des Fürstbischofs Friedrich Carl von Schönborn                                          | Der Heilige Kilian, einer der Frankenapostel                            |
| Der Heilige Joseph, dargestellt mit einem jungen Jesus | Die Heilige Jungfrau Maria, dargestellt als Patrona Franconiae          |
| Der Brückenheilige Johannes von Nepomuk (Entwurf: Gebrüder Becker)                                                                                            | Der Heilige Kolonat, einer der Frankenapostel                           |
| Der Heilige Karl Borromäus, einer der bedeutendsten Vertreter der Gegenreformation und der zweite Namenspatron des Fürstbischofs Friedrich Carl von Schönborn | Der Heilige Burkard, erster Bischof von Würzburg                        |
| Der heiliggesprochene Kaiser Karl der Große (Entwurf: Claude Curé)                                                                                            | Der Heilige Bruno, Bischof von Würzburg und Erbauer des Würzburger Doms |
| ↓ Richtung Mainviertel (Westen) |                                                                         |